# Sing to Me, Mr. C
Sing to Me, Mr. C (podtytuł: 18 of Your All-Time Favorites) – album studyjny amerykańskiego piosenkarza Perry’ego Como wydany w lipcu 1961 roku przez wytwórnię RCA Victor. Jest to ósmy album Como wydany w formacie 12-calowej płyty długogrającej LP. Był nagrywany 15, 17 i 26 maja 1961 roku w RCA Victor's Studio w Nowym Jorku.

## Lista utworów

### Strona pierwsza
1. „Sing to Me Mr. C”
2. „All By Myself”
3. „I've Grown Accustomed to Her Face”
4. „So In Love”
5. „Say It Isn’t So”
6. „Blue Skies”
7. „Here’s That Rainy Day”
8. „All I Do Is Dream of You”
9. „Gigi”
10. „The Way You Look Tonight”

### Strona druga
1. „Sing to Me Mr. C”
2. „Thank Heaven for Little Girls”
3. „You Were Meant For Me”
4. „A Fellow Needs a Girl”
5. „You Alone (Solo Tu)”
6. „I’m Gonna Sit Right Down and Write Myself a Letter”
7. „A Portrait of My Love”
8. „Smile”
9. „How Deep Is the Ocean?”
10. „This Nearly was Mine”
11. Closing Theme: „You Are Never Far Away From Me”